# Ostéine
L'ostéine ou osséine est une substance particulière qui constitue le tissu cellulaire de la peau, le cartilage et des os. Elle est constituée à 95 % de collagène.
En la traitant par de l'acide chlorhydrique, celle-ci se trouve isolée des os car le phosphate et le carbonate de calcium sont dissous.
L'osséine peut se transformer rapidement en gélatine par l'action prolongée de l'eau bouillante, si on l’acidule. La gélatine est un isomère de l'ostéine; avec l'acide sulfurique et les alcalis, l'ostéine donne de la leucine et du glycocolle. 
L'ostéine est un produit très altérable quand elle est humide. Exposée à l'air dans cet état, elle se putréfie. Par contre elle a la capacité de se combiner à certains oxydes métalliques et au tanin, en formant des composés insolubles dans l'eau et imputrescibles. 
Cette substance est utilisée dans l’industrie pour la conservation et le travail des peaux des animaux.